# قره‌بلاغ (مهاباد)
قره‌بلاغ (مهاباد)، روستایی از توابع بخش مرکزی شهرستان مهاباد در استان آذربایجان غربی ایران است.شغل اصلی مردم کشاورزی است ،دارای معادن سنگ گران بهاست

## جمعیت
این روستا در دهستان آختاچی غربی قرار دارد و براساس سرشماری مرکز آمار ایران در سال ۱۳۸۵، جمعیت آن ۲۴۵ نفر (۳۹ خانوار) بوده‌است.